# Hebenshausen
Hebenshausen ist ein Ortsteil der Gemeinde Neu-Eichenberg im nordhessischen Werra-Meißner-Kreis.

## Geographische Lage
Hebenshausen liegt etwa zwei Kilometer nordwestlich des Dreiländerecks Hessen-Niedersachsen-Thüringen. Die Grenze zu Niedersachsen bildet die östliche Ortsgrenze. Es liegt auf etwa 210 bis 235 m ü. NN. Benachbarte Ortschaften sind Friedland (3 km nördlich), Reckershausen (2,7 km nordöstlich), Niedergandern (1,7 km ostnordöstlich; alle in Niedersachsen), Hohengandern (3 km südöstlich; in Thüringen), Eichenberg-Bahnhof (1,7 km südsüdöstlich), Eichenberg 2,3 km südsüdwestlich, Berge (1,3 km westsüdwestlich), Neuenrode (2,8 km westlich), Hermannrode (4 km westnordwestlich) und Marzhausen (2,5 km nordnordwestlich; alle in Hessen).
Siedlungsplätze
Weitere Siedlungsplätze innerhalb der Gemarkung sind bzw. waren:
- Siedlung Angerhof
- Rosenmühle
- Wüstung Bremerode
- Wüstung Eibingen

## Geschichte

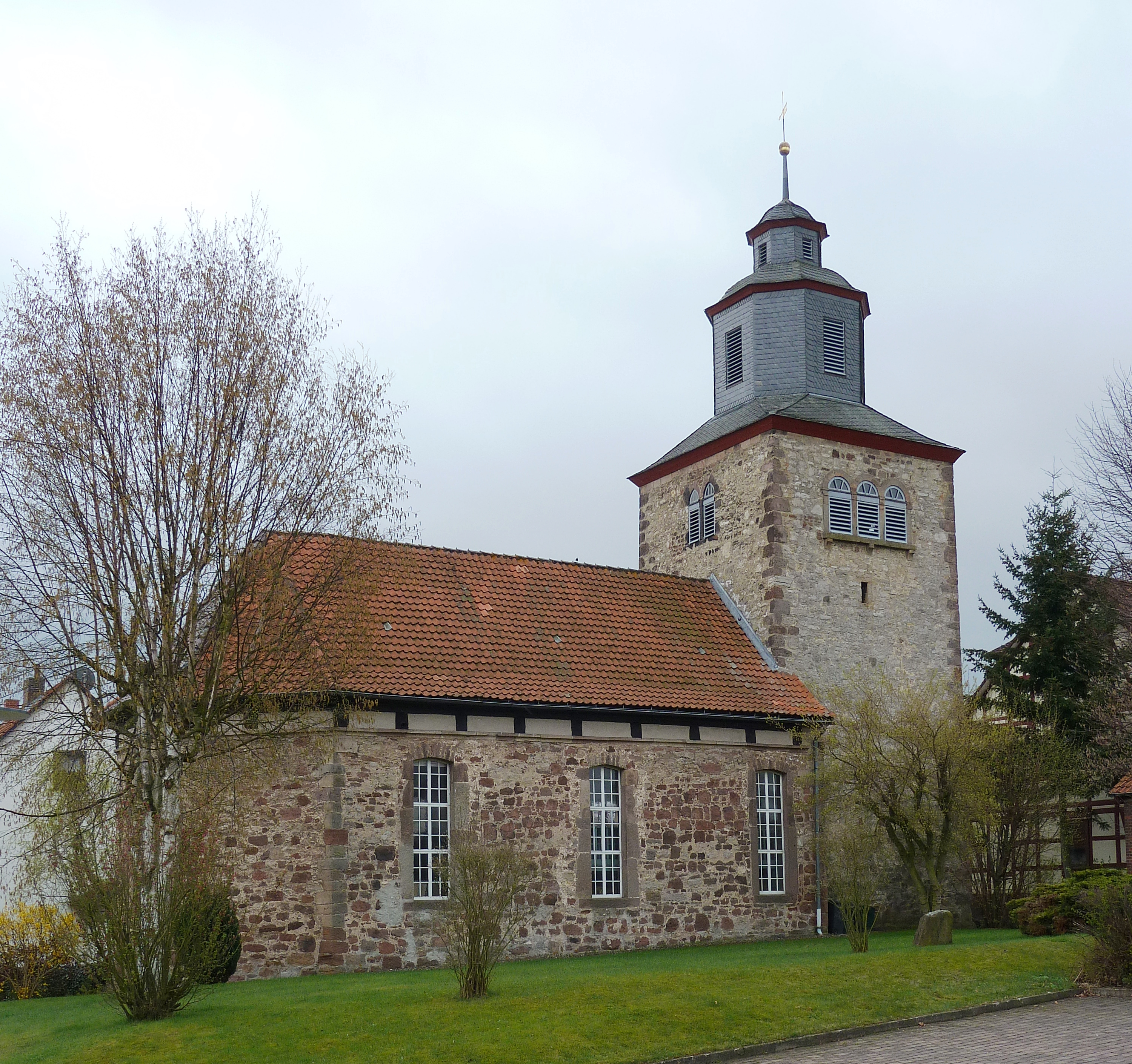
Evangelische Kirche

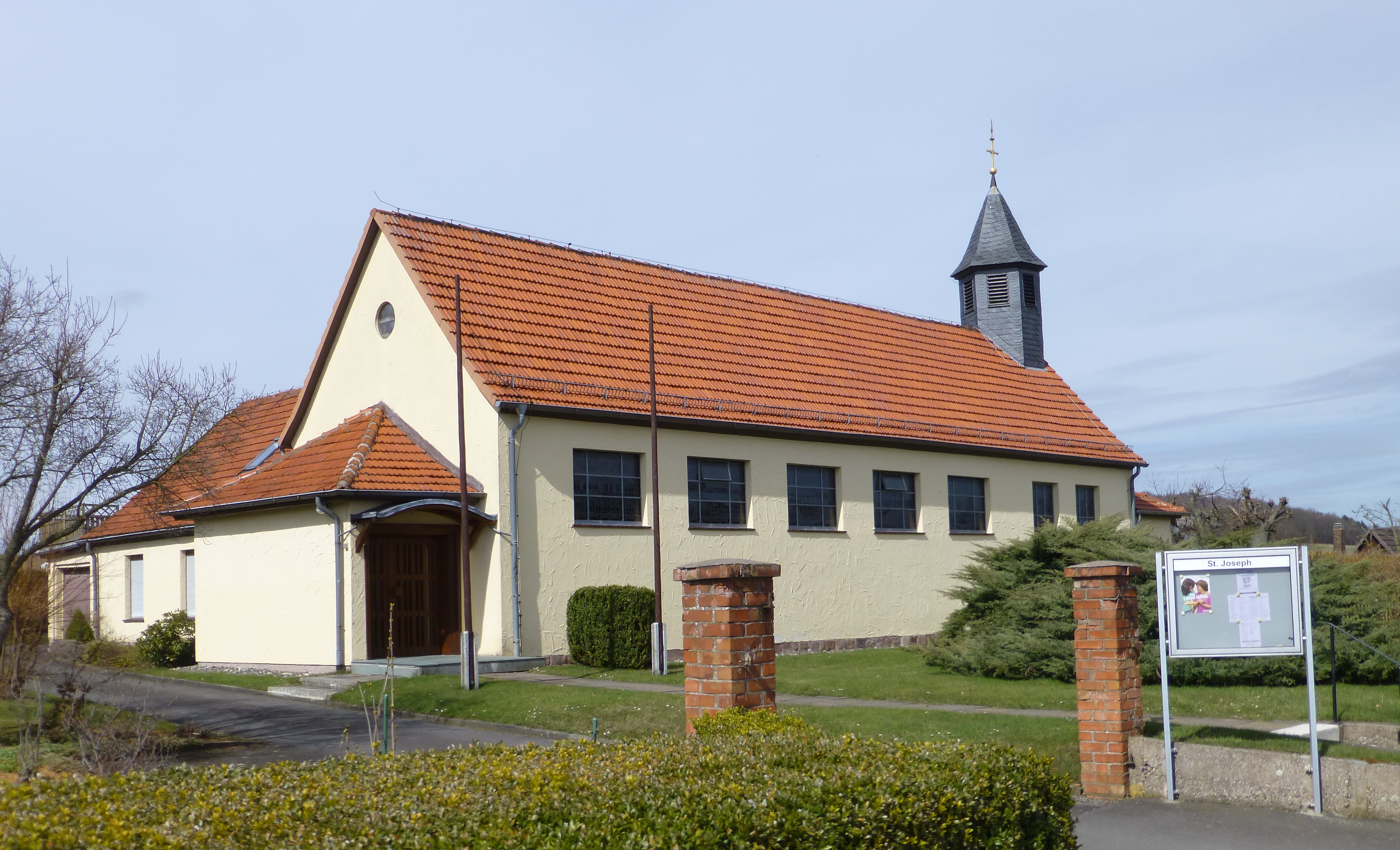
Die katholische Kirche St. Joseph

### Ortsgeschichte
Die älteste bekannte schriftliche Erwähnung von Hebenshausen erfolgte unter dem Namen Hewinestat im Codex Eberhardi, einem Güter- und Einkünfte-Verzeichnis des Reichsklosters Fulda und wird in die Zeit 780–802 datiert. Als Dorf wurde Hebenshausen ab 1459 bezeichnet. Die älteste Gemarkungskarte datiert aus dem Jahre 1782.
1958/59 fand eine Flurbereinigung statt.
Zum 1. Februar 1971 fusionierten die bis dahin selbständige Gemeinde Hebenshausen im Zuge der Gebietsreform in Hessen mit vier weiteren Gemeinden freiwillig zur neuen Gemeinde Neu-Eichenberg. Sitz der Gemeindeverwaltung wurde Hebenshausen. Ortsbezirke nach der Hessischen Gemeindeordnung wurden nicht errichtet.

### Verwaltungsgeschichte im Überblick
Die folgende Liste zeigt die Staaten und Verwaltungseinheiten, denen Hebenshausen angehört(e):
- vor 1567: Heiliges Römisches Reich, Landgrafschaft Hessen, Amt Witzenhausen
- ab 1567: Heiliges Römisches Reich, Landgrafschaft Hessen-Kassel, Amt Witzenhausen
- 1627–1834: Landgrafschaft Hessen-Rotenburg (sogenannte Rotenburger Quart), teilsouveränes Fürstentum unter reichsrechtlicher Oberhoheit der Landgrafschaft Hessen-Kassel bzw. des Kurfürstentums Hessen
- ab 1806: Landgrafschaft Hessen-Kassel, Rotenburger Quart, Amt Witzenhausen
- 1807–1813: Königreich Westphalen, Departement der Leine, Distrikt Göttingen, Kanton Friedland
- ab 1815: Kurfürstentum Hessen, Amt Witzenhausen[7]
- ab 1821/22: Kurfürstentum Hessen, Provinz Niederhessen, Kreis Witzenhausen[8][Anm. 2]
- ab 1848: Kurfürstentum Hessen, Bezirk Eschwege
- ab 1851: Kurfürstentum Hessen, Provinz Niederhessen, Kreis Witzenhausen
- ab 1867: Königreich Preußen, Provinz Hessen-Nassau, Regierungsbezirk Kassel, Kreis Rotenburg
- ab 1871: Deutsches Reich, Königreich Preußen, Provinz Hessen-Nassau, Regierungsbezirk Kassel, Kreis Witzenhausen
- ab 1918: Deutsches Reich, Freistaat Preußen, Provinz Hessen-Nassau, Regierungsbezirk Kassel, Kreis Witzenhausen
- ab 1944: Deutsches Reich, Freistaat Preußen, Provinz Kurhessen, Landkreis Witzenhausen
- ab 1945: Amerikanische Besatzungszone, Groß-Hessen, Regierungsbezirk Kassel, Landkreis Witzenhausen
- ab 1946: Amerikanische Besatzungszone, Hessen, Regierungsbezirk Kassel, Landkreis Witzenhausen
- ab 1949: Bundesrepublik Deutschland, Hessen, Regierungsbezirk Kassel, Landkreis Witzenhausen
- ab 1971: Bundesrepublik Deutschland, Land Hessen, Regierungsbezirk Kassel, Landkreis Witzenhausen, Gemeinde Neu-Eichenberg[Anm. 3]
- ab 1974: Bundesrepublik Deutschland, Land Hessen, Regierungsbezirk Kassel, Werra-Meißner-Kreis, Gemeinde Neu-Eichenberg

## Bevölkerung

### Einwohnerstruktur 2011
Nach den Erhebungen des Zensus 2011 lebten am Stichtag dem 9. Mai 2011 in Hebenshausen 447 Einwohner. Darunter waren 6 (1,3 %) Ausländer.
Nach dem Lebensalter waren 54 Einwohner unter 18 Jahren, 141 zwischen 18 und 49, 114 zwischen 50 und 64 und 138 Einwohner waren älter. Die Einwohner lebten in 213 Haushalten. Davon waren 66 Singlehaushalte, 69 Paare ohne Kinder und 60 Paare mit Kindern, sowie 18 Alleinerziehende und 3 Wohngemeinschaften. In 60 Haushalten lebten ausschließlich Senioren und in 114 Haushaltungen lebten keine Senioren.

### Einwohnerentwicklung
| Quelle: Historisches Ortslexikon |                                                                        |
| • 1569:                          | 50 Hausgesesse                                                         |
| • 1575/85:                       | 63 Hausgesesse                                                         |
| • 1681:                          | 55 Haushaltungen                                                       |
| • 1747:                          | 60 Mannschaften mit 60 Feuerstellen                                    |
| • 1961:                          | 393 evangelische (= 75,29 %) und 127 katholische (= 24,33 %) Einwohner |

| Hebenshausen: Einwohnerzahlen von 1834 bis 2020 | Hebenshausen: Einwohnerzahlen von 1834 bis 2020 | Hebenshausen: Einwohnerzahlen von 1834 bis 2020 | Hebenshausen: Einwohnerzahlen von 1834 bis 2020 | Hebenshausen: Einwohnerzahlen von 1834 bis 2020 |
| --- | ----------------------------------------------- | ----------------------------------------------- | ----------------------------------------------- | ----------------------------------------------- |
| Jahr |                                                 |                                                 |                                                 | Einwohner                                       |
| 1834 | 1834                                            |                                                 | 554                                             | 554                                             |
| 1840 | 1840                                            |                                                 | 584                                             | 584                                             |
| 1846 | 1846                                            |                                                 | 571                                             | 571                                             |
| 1852 | 1852                                            |                                                 | 550                                             | 550                                             |
| 1858 | 1858                                            |                                                 | 509                                             | 509                                             |
| 1864 | 1864                                            |                                                 | 494                                             | 494                                             |
| 1871 | 1871                                            |                                                 | 523                                             | 523                                             |
| 1875 | 1875                                            |                                                 | 523                                             | 523                                             |
| 1885 | 1885                                            |                                                 | 466                                             | 466                                             |
| 1895 | 1895                                            |                                                 | 401                                             | 401                                             |
| 1905 | 1905                                            |                                                 | 404                                             | 404                                             |
| 1910 | 1910                                            |                                                 | 368                                             | 368                                             |
| 1925 | 1925                                            |                                                 | 388                                             | 388                                             |
| 1939 | 1939                                            |                                                 | 403                                             | 403                                             |
| 1946 | 1946                                            |                                                 | 614                                             | 614                                             |
| 1950 | 1950                                            |                                                 | 660                                             | 660                                             |
| 1956 | 1956                                            |                                                 | 555                                             | 555                                             |
| 1961 | 1961                                            |                                                 | 522                                             | 522                                             |
| 1967 | 1967                                            |                                                 | 527                                             | 527                                             |
| 1970 | 1970                                            |                                                 | 523                                             | 523                                             |
| 1980 | 1980                                            |                                                 | ?                                               | ?                                               |
| 1990 | 1990                                            |                                                 | ?                                               | ?                                               |
| 2000 | 2000                                            |                                                 | ?                                               | ?                                               |
| 2011 | 2011                                            |                                                 | 447                                             | 447                                             |
| 2015 | 2015                                            |                                                 | 443                                             | 443                                             |
| 2020 | 2020                                            |                                                 | 453                                             | 453                                             |
| Datenquelle: Historisches Gemeindeverzeichnis für Hessen: Die Bevölkerung der Gemeinden 1834 bis 1967. Wiesbaden: Hessisches Statistisches Landesamt, 1968. Weitere Quellen: LAGIS; Zensus 2011; Gemeinde Neu-Eichenberg: |                                                 |                                                 |                                                 |                                                 |

## Religion
Eine evangelische Pfarrkirche die sowie eine römisch-katholische St.-Joseph-Kirche befinden sich in Hebenshausen.

## Kultur und Sehenswürdigkeiten

### Bauwerke
- Teilweise erhaltene gotische Wehrkirche. Erbaut um 1400 und heutige evangelische Kirche. Wurde 2017 offiziell zur "Martin-Luther-Kirche" benannt.
- Ehemalige Synagoge, Ursprung Mitte des 18. Jahrhunderts.[11]
- Jüdischer Friedhof, angelegt zu Beginn des 18. Jahrhunderts, zwei km nördlich des Dorfes an der Bundesstraße 27, mit etwa 350 Gräbern aus 200–250 Jahren.

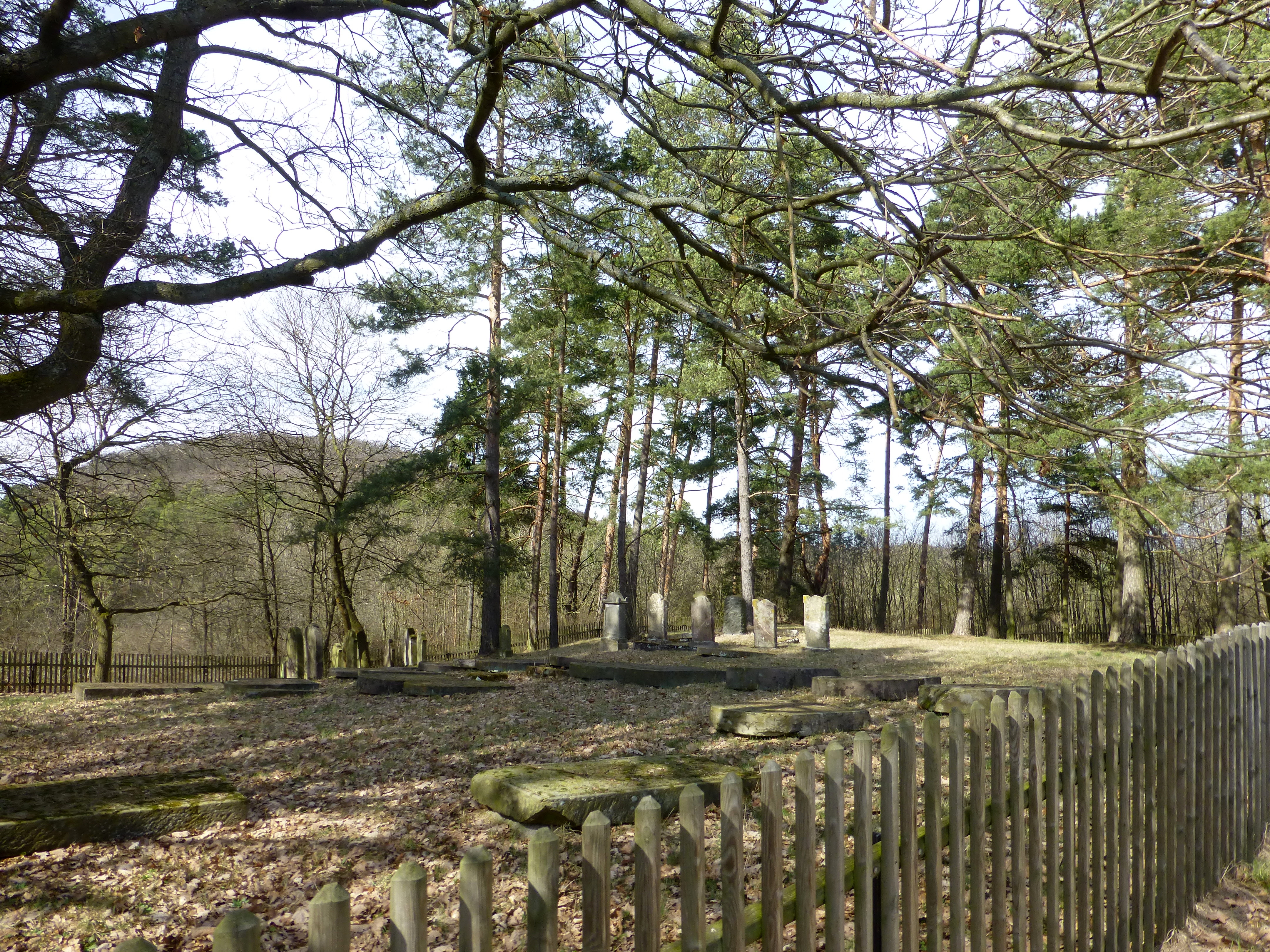
Jüdischer Friedhof
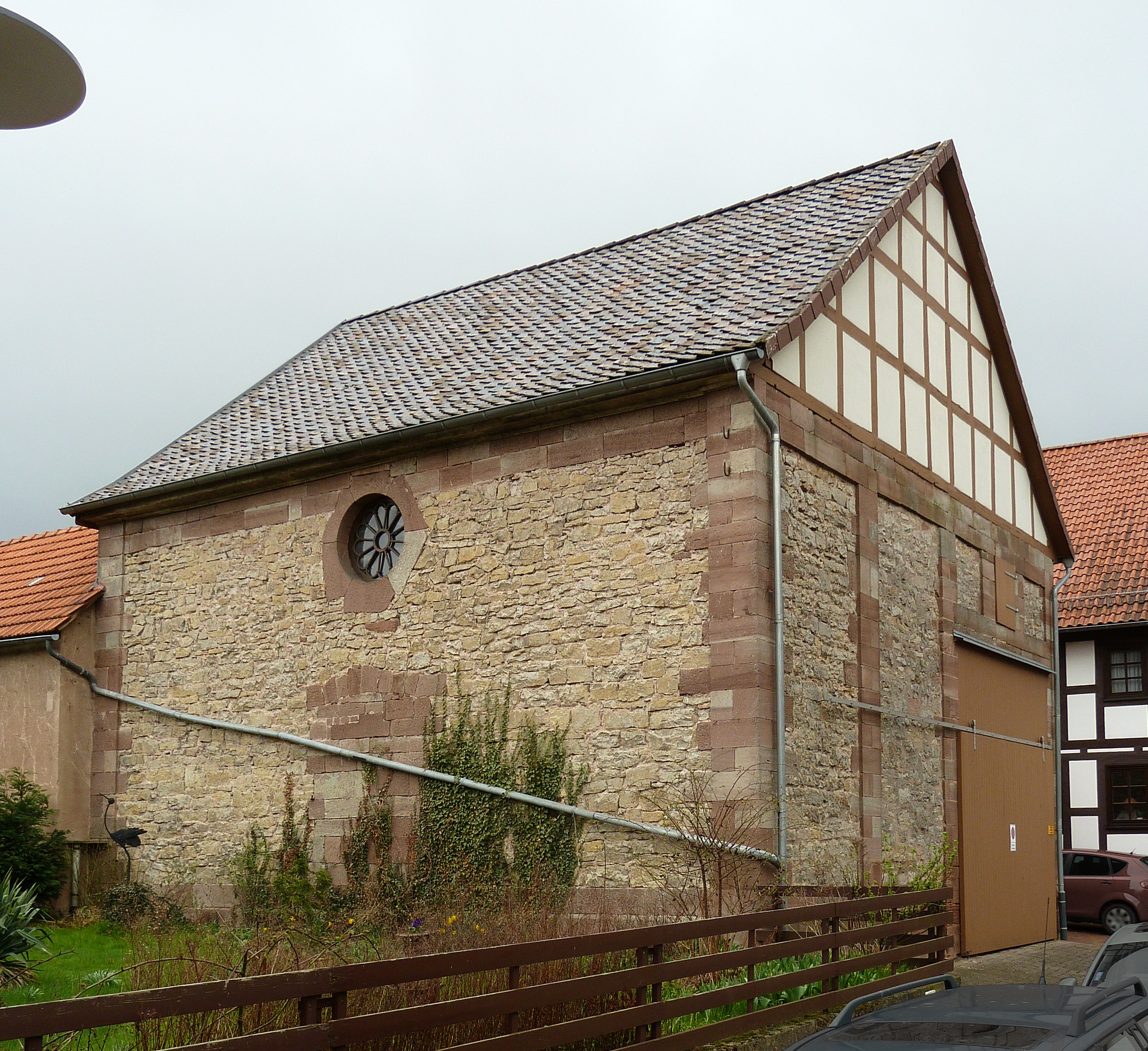
Ansicht der ehemaligen Synagoge
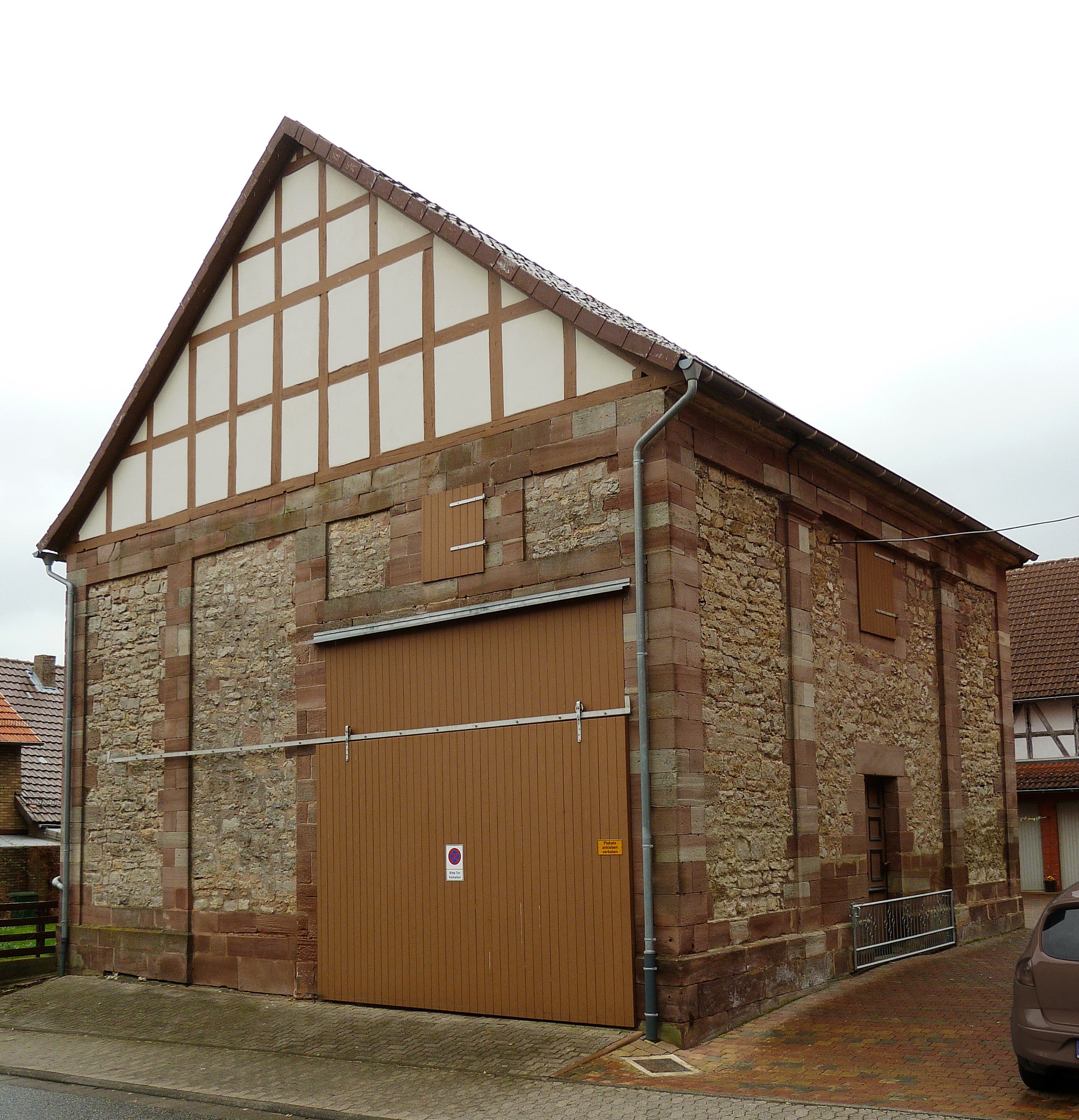
Nordwestansicht des ehemaligen Synagogengebäudes

### Rittergut
Der Gutshof der Hessischen Staatsdomäne Hebenshausen liegt am westlichen Rand des Ortes, jenseits der Bundesstraße 27. Das ehemalige Vorwerk wurde 1954 an die Domänenverwaltung verkauft. Bis 1888 gehörte zu dem damals 255 ha großen landwirtschaftlichen Betrieb noch eine Gärtnerei mit Gewächshäusern und Frühbeetkästen. Heute ist der inzwischen nur noch 224 ha große Betrieb verpachtet.

### Vereine
- Der Gesangverein Concordia Hebenshausen bildete neben dem Landfrauenverein Hebenshausen den einzigen Kulturverein im Ort. Er wurde 1865 gegründet und war der älteste noch existierende Verein in Hebenshausen. Ende 2017 wurde der Verein aufgelöst.[13]

### Sport
Die sportlichen Aktivitäten im Ort konzentrieren sich um das Haus des Sports, an das sich der Sportplatz angliedert.
- Der ortsansässige und 1928 gegründete Fußballverein ist der FC Hebenshausen 1928 e. V.
- Der 1972 gegründete Tischtennisverein TTC Neu-Eichenberg trainiert im Haus des Sports Hebenshausen. Neben Tischtennis bietet der Verein auch Nordic Walking, Aerobic und Volleyball an.

### Regelmäßige Veranstaltungen
- Mai: Maibaumstellen am Lindenplatz
- Dezember: Traditionelles Weihnachtsbaumschmücken am Lindenplatz

## Wirtschaft und Infrastruktur

### Verkehr
Durch das westliche Ortsgebiet von Hebenshausen führt in Nord-Süd-Richtung die Bundesstraße 27 Göttingen – Fulda. Mit einer geplanten Ortsumgehung dieser Straße soll das Dorf vom Durchgangsverkehr entlastet werden. Die Einleitung der Planfeststellung hierfür war für 2008 geplant. 2015 lief das Planfeststellungsverfahren. Die B 27 hat in Richtung Süden Anschluss an die nahe Bundesstraße 80 und führt nach Norden zur bei Marzhausen gelegenen Anschlussstelle Neu-Eichenberg–Friedland der Bundesautobahn 38; nach Kassel sind es etwa 45 km und nach Göttingen 15 km.
Der nächstgelegene Bahnhof ist der Bahnhof Eichenberg, ein Knotenpunkt der Bahnstrecke Göttingen–Bebra (Nord-Süd-Strecke) und der Bahnstrecke Halle–Hann. Münden. Dort bestehen Verbindungen nach Kassel, Göttingen, Erfurt und Fulda. Auch im niedersächsischen Friedland besteht Anschluss an die Nord-Süd-Strecke.
Seit dem Fahrplanwechsel zum Jahr 2008 verfügt die Ortschaft Hebenshausen über keine geregelte Busverbindung durch den Nordhessischen Verkehrsverbund mehr. Den Bürgern steht nur noch ein Anrufsammeltaxi zur Verfügung. Die Nutzung des Schulbusverkehres außerhalb der Schulferien ist allerdings möglich.

### Medien
Die Hessische/Niedersächsische Allgemeine ist die einzige mit Regionalteil erscheinende Tageszeitung. Bedingt durch die Nähe zu Niedersachsen lesen viele Einwohner auch das Göttinger Tageblatt.
Am Wochenende wird das Anzeigenblatt Extra-Tip sowie mittwochs der Marktspiegel an Hebenshäuser Haushalte verteilt. Beide Blätter finanzieren sich ausschließlich durch Kleinanzeigen und Werbeeinnahmen. Die kleinen redaktionellen Teile sind deswegen nicht unabhängig und umstritten.

### Behörden und öffentliche Einrichtungen
In Hebenshausen befindet sich der Sitz der Gemeindeverwaltung Neu-Eichenberg.

### Sondergebiet Logistik
Ein ca. 82 ha großes Gelände südlich von Hebenshausen ist laut 10. Änderung des Flächennutzungsplan der Gemeinde Neu-Eichenberg als Sondergebiet Logistik eingestuft. Ein wichtiger Beschluss zum Bebauungsplan wurde im Juni 2008 von der Gemeindevertretung abgelehnt. Eine Realisierung der Planungen ist ungewiss. Bis zu einer eventuellen Bebauung befinden sich die Flächen weiterhin in landwirtschaftlicher Nutzung.
Aktuellere Informationen finden sich auf der Hauptseite von Neu-Eichenberg.

### Bildung und Forschung
Die Universität Kassel betrieb mehrere Versuchsfelder im Bereich Hebenshausen. Die Flächen der Felder gehören zu dem Bereich, der zu einem Sondergebiet Logistik umgewidmet wurde. Sie wurden schließlich von der Universität Kassel als Versuchsflächen aufgegeben.

## Persönlichkeiten
- Rechtshistoriker Karl Adolf Kroeschell (* 1927)